# ستك غلدينغتون (باكينجهامشير)
ستك غلدينغتون (بالإنجليزية: Stoke Goldington)‏ هي قرية وأبرشية مدنية تقع في المملكة المتحدة في إنجلترا. يقدر عدد سكانها بـ 575 نسمة .